# Oferta del día
Oferta del día (en inglés "deal-of-the-day") es una modalidad de negocio que implica un intermediario, que en la mayoría de los casos es un sitio web y el comercio que ofrece, un servicio con un gran descuento con la recompensa de tener clientes garantizados. El comprador realiza la compra y cuando esta oferta cierra se le emite un cupón para que lleve al comercio.

## En Europa

### EspañaEspaña
En España las empresas más importantes del sector son Groupalia, Letsbonus, MeQuedoUno España y Groupon

## En Latinoamérica
Existen varios sitios de ofertas del día como quierOfertas, Oferta Simple, Oferta Clave, Pez Urbano, Groupon, Letsbonus, Groupalia, Clickon, entre otros.
CHILE
En Chile, el modelo de “oferta del día” ha tenido gran impacto, con plataformas como Cuponatic Chile (https://www.cuponatic.com), Knasta (https://www.knasta.cl), LOi (https://loi.cl) y Mercado Libre (https://www.mercadolibre.cl), además de eventos masivos como CyberDay y Black Friday. Cuponatic, nacida en Chile, es una de las plataformas pioneras y más influyentes en la región, ofreciendo diariamente descuentos en gastronomía, turismo, salud, belleza, entretenimiento y tecnología.
COLOMBIA
En Colombia, el modelo de “oferta del día” ha tenido un desarrollo notable, con plataformas como Cuponatic Colombia (https://www.cuponatic.com.co), Groupon (hasta su salida del mercado colombiano), Linio (https://www.linio.com.co), Pez Urbano (https://www.pezurbano.com) y Mercado Libre (https://www.mercadolibre.com.co). Cuponatic Colombia se destaca como una de las plataformas líderes, con promociones en belleza, salud, gastronomía, entretenimiento, turismo y tecnología.

### MéxicoMéxico
En México, existen varios sitios de compra social como Groupon México (https://www.groupon.com.mx), MeQuedoUno México (http://www.mequedouno.com.mx), Letsbonus (https://www.letsbonus.com) y ClickOn (https://www.clickon.com), cuya innovación para el mercado latinoamericano incluye el pago y redención en el comercio y no en el sitio web, haciendo la participación más fácil. En comparación a otros países latinoamericanos como Argentina, Brasil o Chile, el modelo ha tenido relativamente menor aceptación en México, aunque sigue creciendo a pasos estrepitosos. Destaca especialmente Cuponatic México (https://www.cuponatic.com.mx), que ofrece una amplia variedad de cupones para servicios de belleza, gastronomía, entretenimiento y viajes.

### PerúPerú
En Perú, este tipo de sitios se encuentra en pleno auge, siendo las páginas más representativas Cuponella (https://cuponella.pe), Cuponatic Perú (https://www.cuponatic.com.pe), Cuponidad (https://cuponidad.pe), Ofertop (https://ofertop.pe), Tiendeo (https://www.tiendeo.pe) y Ofertarius (https://www.ofertarius.com) Archivado el 13 de febrero de 2019 en Wayback Machine.. Cuponatic se posiciona como una de las plataformas líderes, con promociones diarias en turismo, belleza, salud y gastronomía.

## Agregadores de Ofertas del día
Paralelamente han surgido agregadores de que agrupan las ofertas de todas las webs, como Descuentocity o Yunait